# Crkva Uzvišenja Svetog Križa u Zagrebu
Crkva Uzvišenja Sv. Križa, Siget je prva novija crkva u Novom Zagrebu u naselju Siget, građena od 1971. do 1982. godine. Zagrebački nadbiskup Franjo Kuharić posvetio ju je 1983. godine.
Uz župnu crkvu je podignut samostan neto površine 800 m2 i zvonik visok 33 m.

## Povijest crkve
Prve stambene zgrade u Novom Zagrebu niknule još ranih 1960-ih, ali taj dio grada nije imao sakralnih objekata osim male (starije) crkvice u Remetincu. Franjevci, odnosno njihov provincijal D. Damjanović je 1964. zatražio od gradske uprave zemljište za crkvu u Novom Zagrebu, u zamjenu za nacionalizirano zemljište u Savskoj cesti (neboder Zagrepčanka). Nakon što su uspjeli dobiti zemljište, 1966. podnijeli su zahtjev da na tom zemljištu izgrade crkvu, a Grad Zagreb je 7. svibnja 1970. izdao građevinsku dozvolu. Na osnovu nje je 15. kolovoza sklopljen ugovor s građevinskim poduzećem "Industrogradnja” i počela je gradnja crkve po projektu arhitekata Emila Seršića i Matije Salaja. Oko gradnje crkve angažirao se tadašnji franjevački provincijal Stanko Banić. Imao je puno problema s traženjem kredita, no uspio je uz pomoć inozemstva. 
Radovi su 1977. privremeno prekinuti, a zbog straha da projekt neće biti dovršen izmijenjen je projekt kompliciranog krovišta, bez suglasnosti arhitekata Seršića i Salaja. Drugi projekt krovišta napravio je arhitekt Josip Horvat. Crkva je dovršena 17. kolovoza 1982., a svečano je otvorena 22. kolovoza misom koju je vodio zagrebački nadbiskup Franjo Kuharić.
U crkvi Uzvišenja Svetog Križa dugo vremena je djelovao franjevac Smiljan Dragan Kožul.
Karizmatska zajednica Božja pobjeda nastala je  iz grupe mladih koji su se okupljali u župi pod vodstvom Renata Smirnjaka, a prvi duhovnik bio je don Stjepan Matijević, kojeg je 2008. godine zamijenio don Damir Stojić.

## Izgled crkve
Crkva Uzvišenja Sv. Križa u Sigetu je do danas jedno od najuspjelijih modernih arhitektonskih sakralnih zdanja u Hrvatskoj. To je harmonični spoj tri objekta i njihovih volumena; crkve, samostana i zvonika. Ritmička kompozicija 74 betonske vertikale - nosača krovišta, na koje je fasada podijeljena. Krovište je podijeljeno na 142 čelične piramidalne istake.
Ulaz u svetište nalazi se na prvoj etaži, do koje se dolazi monumentalnim stubištem. U prizemlju se nalaze popratni sadržaji. Sakralni je ugođaj u unutrašnjosti crkve naglašen reminiscencijama na gotički vertikalizam i igru svjetlost koja ulazi kroz mnogo vitraja. Unutrašnji je prostor organiziran u duhu postkoncilne liturgije; neautoritativno, naznačenog ali ne naglašenog usmjerenja. Koncilski naglasak na sudjelovanje vjernika u obredu, implicirao je  sve češću pojavu centralnog prostora svetišta u Hrvatskoj i svijetu. Bio je to odmak od dotadašnjeg longitudinalnog tipa koji je proizlazio iz tridentske liturgije. Crkva Uzvišenja Sv. Križa je prva crkva centralne tipologije izgrađena u 20. stoljeću u Zagrebu.
Interijer crkve izveden je po nacrtima arhitekta Petra Ruževića. Splitski slikar Josip Botteri Dini je 1988. izradio vitraje inspiriran stihovima sv. Franje Asiškog "Pjesma stvorova". Na sredini oltarskog prostora postavljen je križ visok osam metara, rad Nede Grdinić. Crkva ima kapacitet za prihvat 2000 ljudi.

## Galerija
- Prilaz crkvi
- Zvonik
- Crkva
- Pogled prema oltaru
- Oltar i orgulje
- Vitaji na bočnom dijelu crkve
- Oltar i raspelo

## Vanjske poveznice
- Crkva Svetog Križa Siget, na portalu Novi zagreb.hr[neaktivna poveznica]
- Fotografije crkve sv. Križa Siget, na portalu Dalje.com  Arhivirana inačica izvorne stranice od 24. studenoga 2010. (Wayback Machine)
- Župa Sv. Križa u Sigetu